# Lewes (Delaware)
Pour les articles homonymes, voir Lewes (homonymie).
La ville de Lewes (en anglais [ˈluːɨs]) est située dans le comté de Sussex, dans l’État du Delaware, aux États-Unis. Sa population s’élevait à 2 747 habitants lors du recensement de 2010, estimée à 3 074 habitants en 2016.

## Démographie
| 1870  | 1900  | 1910  | 1920  | 1930  | 1940  |
| ----- | ----- | ----- | ----- | ----- | ----- |
| 1 090 | 2 259 | 2 158 | 2 074 | 1 923 | 2 246 |

| 1950  | 1960  | 1970  | 1980  | 1990  | 2000  |
| ----- | ----- | ----- | ----- | ----- | ----- |
| 2 904 | 3 025 | 2 563 | 2 197 | 2 295 | 2 932 |

| 2010  | - | - | - | - | - |
| ----- | - | - | - | - | - |
| 2 747 | - | - | - | - | - |

## Source
- (en) Cet article est partiellement ou en totalité issu de l’article de Wikipédia en anglais intitulé « Lewes, Delaware » (voir la liste des auteurs).